# Miguel Alemán, Quintana Roo
Miguel Alemán är en ort i Mexiko.   Den ligger i kommunen Bacalar och delstaten Quintana Roo, i den östra delen av landet, 1 100 km öster om huvudstaden Mexico City. Miguel Alemán ligger 90 meter över havet och antalet invånare är 688.
Terrängen runt Miguel Alemán är platt. Runt Miguel Alemán är det glesbefolkat, med 15 invånare per kvadratkilometer. Miguel Alemán är det största samhället i trakten. I omgivningarna runt Miguel Alemán växer i huvudsak städsegrön lövskog.